# 王圩
王圩（1937年12月25日—2023年1月26日），中国半导体光电子学专家。生于河北文安。1960年毕业于北京大学物理系半导体物理专业。中国科学院半导体研究所研究员。1997年当选为中国科学院院士。